# ماري أستور
ماري أستور (بالإنجليزية: Mary Astor)‏ (3 مايو 1906 – 25 سبتمبر 1987؛ واسمها عند الولادة لوسيل فاسكونسيلوس لانغهانك) هي ممثلة أمريكية اشتهرت بأداءها دور بريجيد أوشاونيسي في فيلم «الصقر المالطي» (1941). فازت أستور بجائزة الأوسكار لأفضل ممثلة مساعدة لأداءها دور عازفة البيانو ساندرا كوفاك في فيلم «الكذبة الكبرى» (1941).
بدأت أستور مسيرتها المهنية الطويلة في مجال الصور المتحركة وهي في سن المراهقة في الأفلام الصامتة التي ازدهرت في مطلع العقد 1920. ولكن مع ظهور السينما الناطقة بدا صوتها رجوليًا بدرجة زائدة عن الحد، ولذا توقفت عن التمثيل لمدة عام. ولكن بعد ظهورها في أحد المسرحيات مع صديقتها فلورنس إلدريدج توالت عليها عروض الأفلام، واستطاعت أن تستأنف مسيرتها المهنية في مجال الصور المتحركة.
وفي عام 1936 كادت أن تتحطم مسيرتها المهنية بسبب فضيحة خيانتها لزوجها. إذ أنها أقامت علاقة غرامية مع المؤلف المسرحي جورج سايمون كاوفمان، ووصمها زوجها السابق بأنها زوجة زانية أثناء معركة الوصاية على ابنتهما. ولكنها تخطت تلك العقبات في حياتها الشخصية وحققت نجاحًا أكبر على الشاشة حتى فازت بجائزة الأوسكار لأفضل ممثلة مساعدة عن دورها في فيلم الكذبة الكبرى.
تعاقدت أستور مع مترو غولدين ماير للإنتاج خلال العقد 1940، وواصلت عملها في الأفلام والتلفاز والمسرح حتى تقاعدها عام 1964، وألفت خمس روايات. تصدرت سيرتها الذاتية قائمة أكثر الكتب مبيعًا إلى جانب كتابها اللاحق «حياة في فيلم» المتعلق بمسيرتها المهنية.
كتب المخرج ليندساي أندرسون رأيه عنها في عام 1990 قائلًا: «كلما اجتمع شخصان يحبان السينما أو ثلاثة، جرى ذكر ماري أستور على ألسنتهم دائمًا. والكل يُجمع على أنها ممثلة جذابة بصفة خاصة، وأن سمتا العمق والواقعية التان تتحلى بهما تسلطان الضوء على الأدوار التي تؤديها».

## نشأتها
وُلدت أستور في كوينسي، إلينوي، وهي الابنة الوحيدة لأوتو لودفيج لانغهانك (2 أكتوبر 1871 – 3 فبراير 1943) وهيلين ماري دي فاسكونسيلوس (19 أبريل 1881 – 18 يناير 1947)، وكلاهما كان يعمل مدرسًا. هاجر والدها الألماني من برلين إلى الولايات المتحدة عام 1891 وصار مواطنًا أمريكيًا، أما والدتها فقد وُلدت في جاكسونفيل، إلينوي، وهي تنحدر من أصول برتغالية، وتزوجا في 3 أغسطس 1904 في ليونز، كانساس.
درّس والد أستور اللغة الألمانية في مدرسة كوينسي الثانوية حتى دخول الولايات المتحدة الحرب العالمية الأولى، ولاحقًا باشر العمل في الزراعة الخفيفة. أما والدة أستور التي كانت تأمل طيلة حياتها أن تكون ممثلة فقد كانت تدرّس فن الدراما وفن الخطابة. تلقت أستور تعليمها في المنزل، وعلمها والدها عزف البيانو وأصر أن تتدرب على عزفه يوميًا. عادت مواهبها في عزف البيانو بالنفع عندما اقتضت أدوارها في فيلم «الكذبة الكبرى» و«قابلني في شارع لويس» أن تعزف البيانو.
وفي عام 1919 أرسلت أستور صورتها إلى مسابقة الجمال التي تنظمها مجلة الصور المتحركة، ووصلت إلى الدور نصف النهائي. وعندما أتمت 15 عامًا انتقلت عائلتها إلى شيكاغو، إلينوي، حيث درّس والدها اللغة الألمانية في المدارس العامة. وفي ذات الوقت تلقت أستور دروسًا عن فن الدراما وظهرت في عدة مسرحيات للهواة. وفي العام التالي أرسلت صورة أخرى إلى مجلة الصور المتحركة، وفي تلك المرة وصلت إلى الدور النهائي وحصلت على المركز الثاني في المسابقة الوطنية. وبعدها انتقل والدها بعائلته إلى مدينة نيويورك حتى تتمكن ابنته من التمثيل في الصور المتحركة. وتولى هو إدارة أعمالها من سبتمبر 1920 حتى يونيو 1930.
تصادف المصور تشارلز ألبين من مدينة مانهاتن بصورة أستور، وطلب من تلك الفتاة اليافعة ذات الأعين الخاطفة والشعر الكستنائي الطويل التي كانت تُلقب حينها براستي أن يلتقط صورًا لها. تصادف هاري ديورانت من شركة «فيمس بلايرز-لاسكي» للإنتاج بالصور التي التقطها ألبين، وعرض على أستور عقدًا مدته ستة أشهر مع شركة باراماونت بيكتشرز للإنتاج. ثم عُدل اسمها إلى ماري أستور أثناء اجتماع جرى بين رئيس الشركة جيسي لاسكي، ومنتج الأفلام والتر فاجنر، ومحررة عمود الإشاعات لويلا بارسونز.

## روابط خارجية
- ماري أستور على موقع IMDb (الإنجليزية)
- ماري أستور على موقع الموسوعة البريطانية (الإنجليزية)
- ماري أستور على موقع روتن توميتوز (الإنجليزية)
- ماري أستور على موقع ألو سيني (الفرنسية)
- ماري أستور على موقع تيرنر كلاسيك موفيز (الإنجليزية)
- ماري أستور على موقع أول موفي (الإنجليزية)
- ماري أستور على موقع قاعدة بيانات برودواي على الإنترنت (الإنجليزية)
- ماري أستور على موقع قاعدة بيانات الأفلام السويدية (السويدية)
- ماري أستور على موقع إن إن دي بي (الإنجليزية)
- ماري أستور على موقع ديسكوغز (الإنجليزية)